# Загальні знання

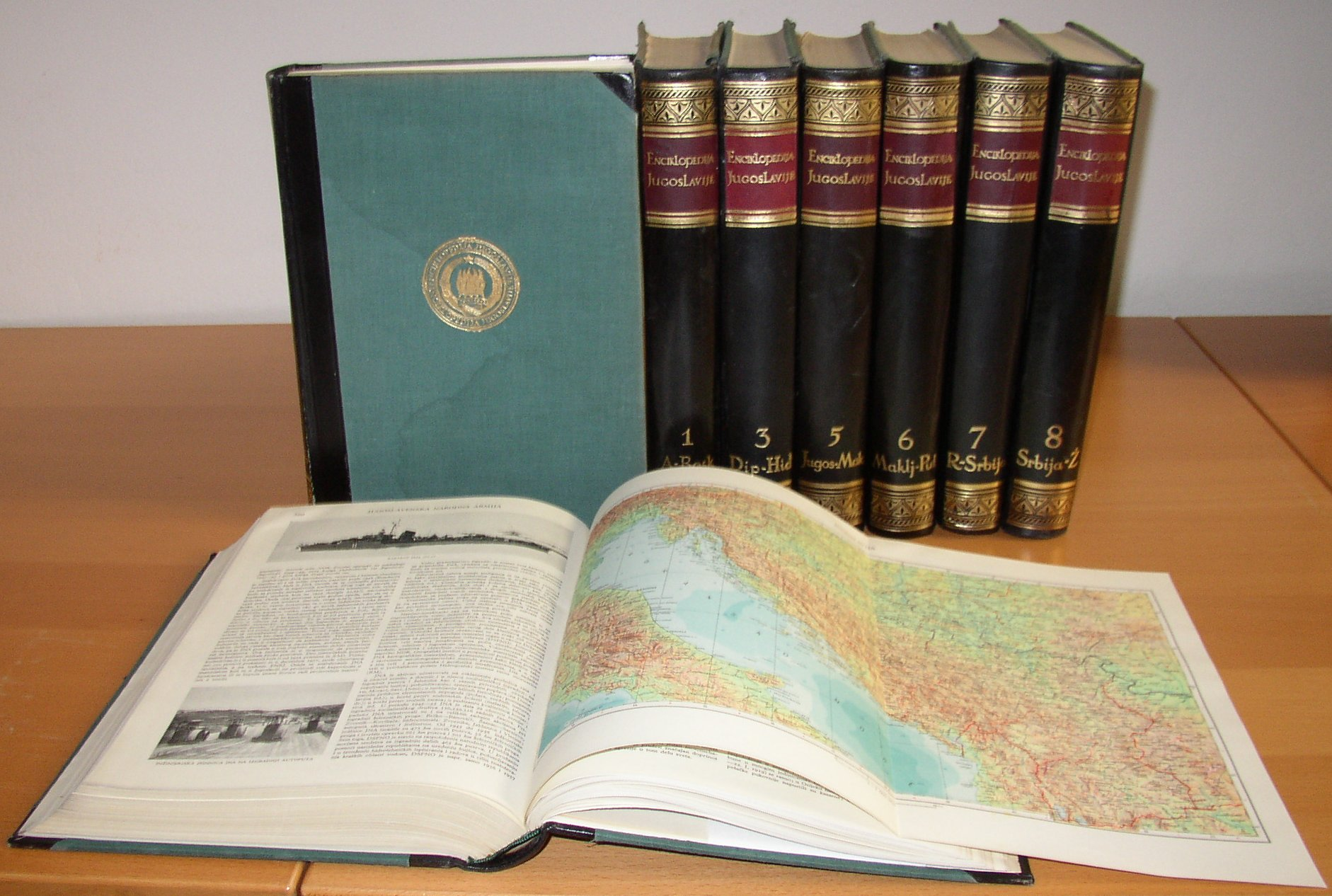
Енциклопедія — це сховище загальних знань.

Загальні знання — це інформація, накопичена з часом за допомогою різних носіїв інформації та джерел. Воно виключає спеціалізоване навчання, яке можна здобути лише за допомогою тривалого навчання та інформації, обмеженої одним носієм. Загальні знання є важливою складовою кристалізованого інтелекту. Воно тісно пов'язане із загальним інтелектом і відкритістю до досвіду.
Дослідження виявили, що люди, які добре обізнані в певній галузі, як правило, обізнані в багатьох. Вважається, що загальні знання підкріплюються здатністю довгострокової семантичної пам'яті. Загальні знання також підтримують схеми для розуміння тексту.

## Індивідуальні відмінності

### Інтелект
Люди, які мають високі результати в тестах на загальні знання, також мають високі оцінки в тестах на інтелект. Виявлено, що IQ надійно передбачає загальні бали знань навіть після врахування різниці у віці та п'ятифакторної моделі особистісних рис. Однак багато тестів на загальні знання розроблені для створення нормального розподілу відповідей, утворюючи криву у формі дзвона.
Загальні знання також помірно пов'язані з вербальними здібностями, хоча лише слабко або зовсім не пов'язані з чисельними та просторовими здібностями. Як і у випадку з кристалізованим інтелектом, встановлено, що загальні знання з віком зростають.

### Довготривала семантична пам'ять
Загальні знання зберігаються як семантична пам'ять. Більшість семантичної пам'яті зберігається до старості, хоча є дефіцити у відновленні певних конкретних слів, пов'язаних із старінням. Крім того, стрес або різні емоційні рівні можуть негативно вплинути на відновлення семантичної пам'яті.

### Особистість
Люди з високим загальним рівнем знань, як правило, дуже відкриті до нового досвіду і в типовій інтелектуальній активності. Зв'язок між відкритістю до досвіду та загальними знаннями залишається надійним, навіть якщо врахувати IQ. Люди з високим рівнем відкритості можуть бути більш мотивованими брати участь в інтелектуальних заняттях, які збільшують їхні знання. Зв'язки між загальними знаннями та іншими рисами п'ятифакторної моделі, як правило, слабкі та непослідовні. Хоча одне дослідження виявило, що екстраверсія та невротизм негативно корелюють із загальними знаннями, інші виявили, що вони не пов'язані. Непослідовні результати також були знайдені для сумлінності.

## Прогноз досягнення
Низка досліджень оцінювала, чи результати тесту на загальні знання можуть передбачити досягнення в окремих сферах, а саме в академічних знаннях, коректурі та творчості.

### Навчальні здобутки
Під час дослідження британських школярів встановлено, що загальні знання можуть передбачати результати іспитів. Дослідження вивчало когнітивні здібності та особистісні фактори успішності на іспитах і виявило, що загальні знання позитивно корелюють із GCSE англійською мовою, математикою та загальними результатами іспиту. Результати тесту на загальні знання передбачали результати іспиту, навіть після контролю IQ, рис особистості за п'ятифакторною моделлю та стилів навчання.

### Вичитка
Виявлено, що загальні знання надійно передбачають навички коректури у студентів університету. Дослідження показало, що коректура більше корелює із загальними знаннями, ніж із загальним інтелектом, словесним міркуванням або відкритістю до досвіду. У множинному регресійному аналізі з використанням загальних знань, загального інтелекту, вербальних міркувань, п'ятифакторних рис особистості та стилів навчання як предикторів, лише загальні знання були значущим предиктором.

### Творчість
Виявлено, що загальні знання мають слабкі зв'язки з показниками креативності. У дослідженні, яке вивчало внесок особистості та інтелекту у креативність, загальні знання позитивно корелювали з дивергентними тестами на мислення, але не були пов'язані з біографічним показником творчих досягнень, самооцінкою креативності чи сукупним показником креативності. Зв'язок між загальними знаннями та дивергентним мисленням став несуттєвим при контролі плинного інтелекту.

## Ігрові шоу та вікторини
Багато ігрових шоу використовують загальні запитання для розваги. Ігрові шоу, наприклад «Хто хоче стати мільйонером?» і «П'ятнадцять до одного» зосереджують свої запитання на загальних знаннях, тоді як інші шоу зосереджують запитання більше на конкретних предметах. Деякі шоу ставлять запитання як на конкретні теми, так і на загальні знання, зокрема Eggheads і Mastermind. В останньому учасники обирають власний «спеціалізований предмет» перед тим, як відповідати на запитання загального знання, тоді як в Eggheads предмети обираються випадковим чином. Ігрове шоу Jeopardy! перевіряє знання учасників.

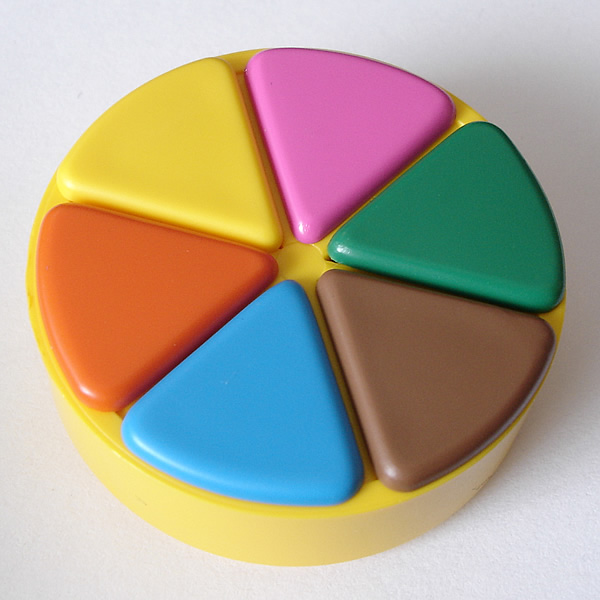
Запитання, взяті з гри Trivial Pursuit, були використані в ряді психологічних експериментів щодо загальних знань.